# Fănică Dănilă
Fănică Dănilă (n. 14 martie 1938 – d. noiembrie 2019) a fost un deputat român în legislatura 1992-1996, ales în județul Iași pe listele PSM. Licențiat în științe economice, Fănică Dănilă a ocupat diferite funcții în Trustul de Construcții „23 august” din Iași, inclusiv pe cea de director general.

## Legături externe
- Fănică Dănilă Arhivat în 29 noiembrie 2016, la Wayback Machine. la cdep.ro